# Megupsilon
 Megupsilon és un gènere de peixos de la família dels ciprinodòntids i de l'ordre dels ciprinodontiformes.

## Taxonomia
- Megupsilon aporus (Miller & Walters, 1972).[2][3]